# Запрудовская железнодорожная ветка
Запрудовская ветка — северная часть Белорецкой узкоколейной железной дороги, участок Запрудовка (город Катав-Ивановск) — Белорецк. Длина 145 км.

С Запрудовки началась строительство всей узкоколейной железной дороги. Она проектировалась для обеспечивания материалами Катав-Ивановского завода и Белорецкого Завода. В Катав-Ивановск с севера заходила тупиковая ветка широкой колеи с главного хода Уфа - Челябинск. Белорецкий завод тогда находился в изолированой местности, и Запрудовской веткой он связывался с железнодорожной сетью. Запрудовская ветка использовалась для вывоза железной руды с обогатительного комбината в Тукане и карьера в Зигазе на металлургические заводы немецкой фирмы «Вагау».
Строилась с 1909 года фирмой Артура Коппеля, открыта 6 августа 1912 года для сквозного движения.
В 1926 году были известны 24 населённых пункта у Запрудовской ветки (в скобках — число хозяйств на 1925 год по данным издания Населенные пункты Башкортостана. Ч.III. Башреспублика, 1926. — Уфа: Китап, 2002.- с.400).
За исключением последних четырёх ж.-д. казарм (с 127-ю по 142-й версты), входившие в Белорецкий горсовет Тамьян-Катайского кантона, остальные населённые пункты входили в Тирлянскую волость.
Последний участок Запрудовской ветки (и всей Белорецкой узкоколейной железной дороги) от Белорецка до Шушпы был разобран в 2007 году.